# Lijst van Moskovieten
Dit is een chronologische lijst van bekende Moskovieten. Dit zijn inwoners van Moskou, de hoofdstad van Rusland. Het gaat om personen die hier zijn geboren.

## Geboren in Moskou

### Voor 1600

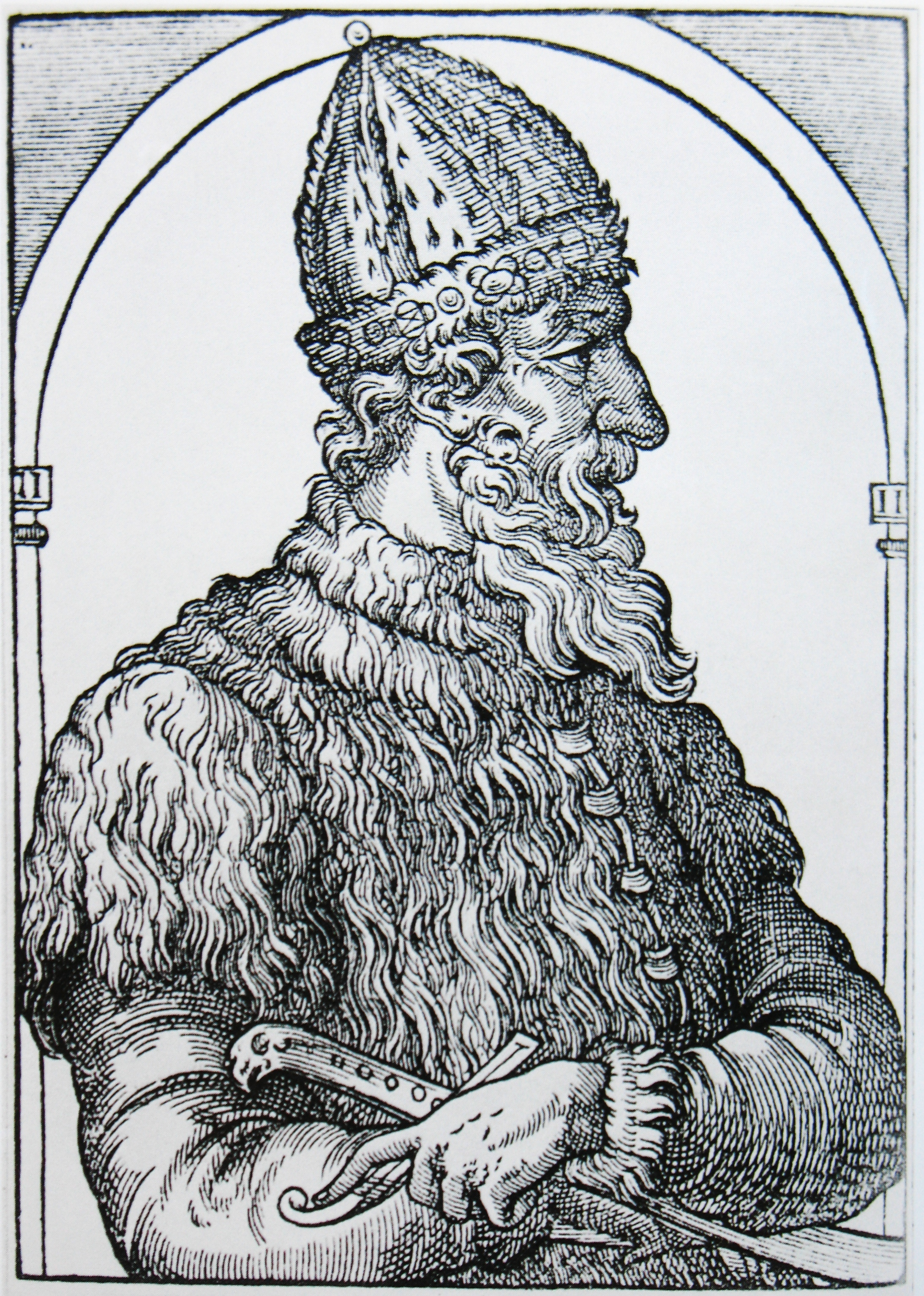
Grootvorst Ivan III van Moskou (1440-1505)

- Ivan I van Moskou (1288-1341), prins (knjaz) van het Grootvorstendom Moskou en Grootvorst van Vladimir-Soezdal
- Ivan III van Moskou (1440-1505), grootvorst van het Grootvorstendom Moskou van 1462 tot 1505
- Fjodor I van Rusland (1557-1598), tsaar van Rusland van 1584 tot 1598
- Fjodor II van Rusland (1589-1605), tsaar van Rusland van 23 april 1605 tot 10 juni 1605

### 1600–1699

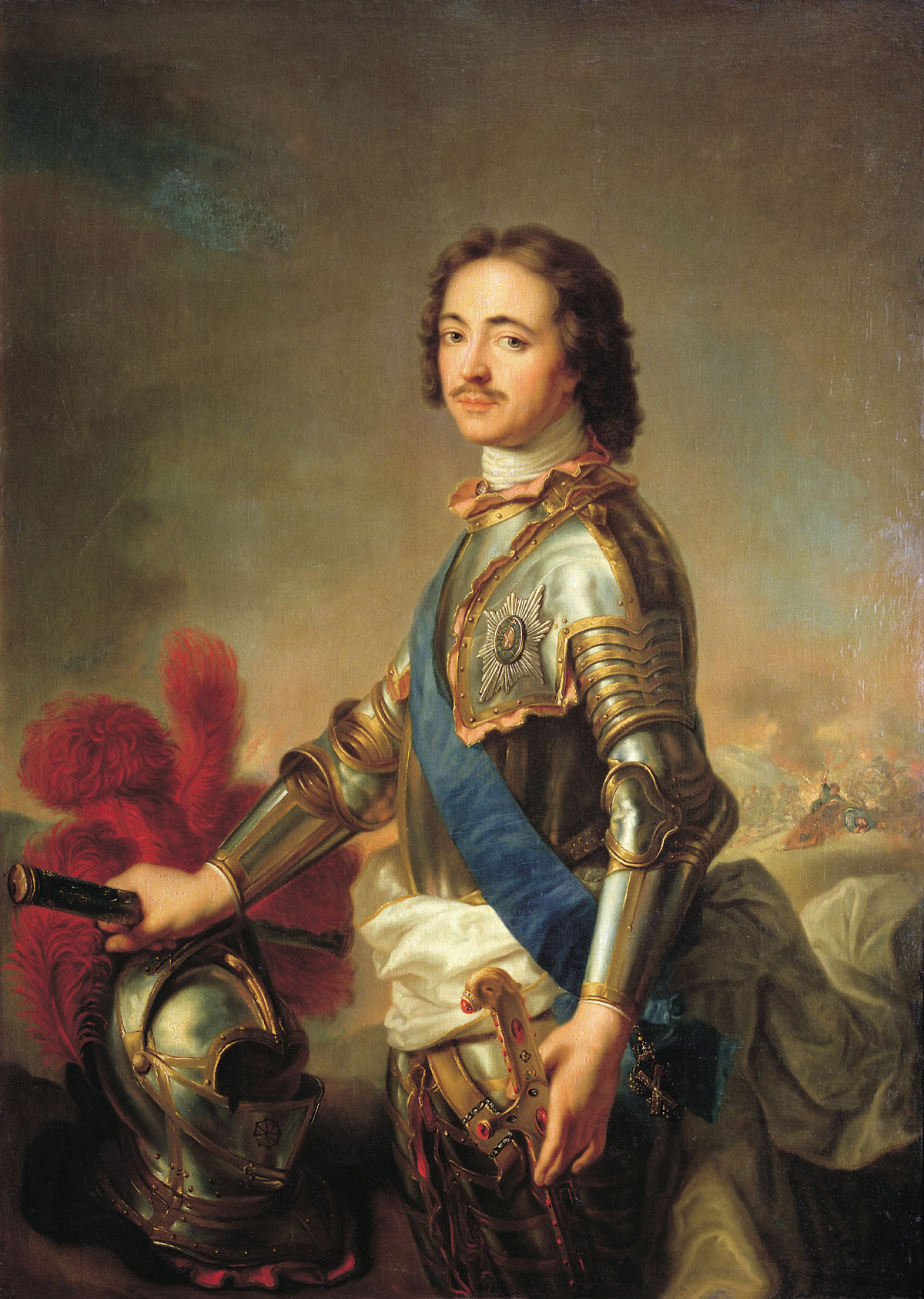
Tsaar Peter I van Rusland (1672-1725)

- Alexis van Rusland (1629-1676), tsaar van Rusland van 1645 tot 1676
- Bojarynja Morozova (1632-1675), een van de voornaamste vertegenwoordigsters van de oudgelovigenbeweging
- Sofia Aleksejevna van Rusland (1657-1704), prinses, regentes van 1682 tot 1689
- Fjodor III van Rusland (1661-1682), tsaar van Rusland van 1676 tot 1682
- Ivan V van Rusland (1666-1696), tsaar van Rusland van 1682 tot 1696
- Eudoxia Lopoechina (1669-1731), tsarina-gemalin van Rusland
- Peter I van Rusland (1672-1725), tsaar van Rusland van 1682 tot 1725
- Catharina Ivanovna Romanov (1691-1733), prinses, dochter van de geestelijk achtergebleven Tsaar Ivan V van Rusland
- Anna van Rusland (1693-1740), tsarina van Rusland van 1730 tot 1740

### 1700–1799

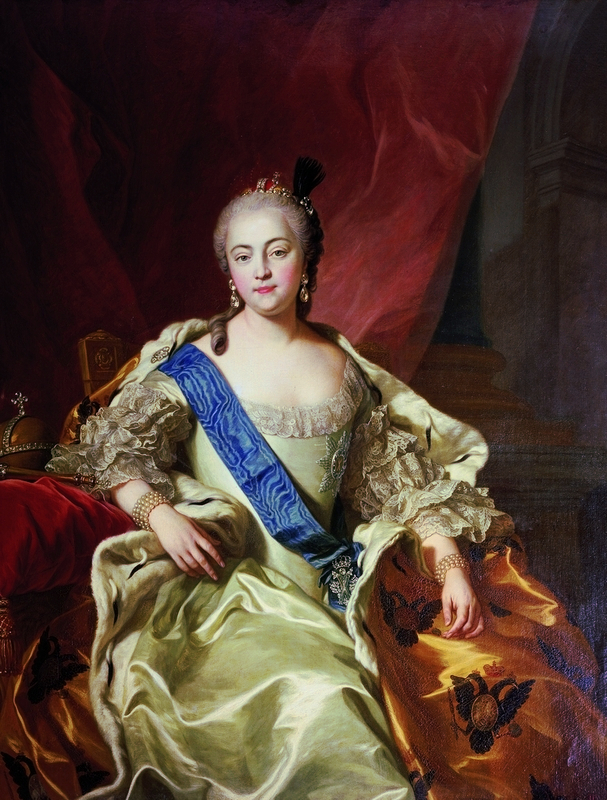
Tsarina Elisabeth van Rusland (1709-1761)

- Anna Petrovna van Rusland (1708-1728), oudste dochter van tsaar Peter I van Rusland en moeder van tsaar Peter III
- Elisabeth van Rusland (1709-1761), tsarina van Rusland
- Aleksandr Soevorov (1730-1800), generaal
- Denis Fonvizin (1745-1792), schrijver
- Aleksandr Koerakin (1752-1818), aristocraat en staatsman
- Johannes Michael Friedrich Adams (1780-1838), botanicus en zoöloog
- Aleksej Venetsjanov (1780-1847), schilder
- Pjotr Vjazemski (1792-1878), schrijver
- Aleksandr Gribojedov (1795-1829), toneelschrijver en diplomaat
- Anton Delvig (1798-1831), schrijver en dichter
- Aleksandr Poesjkin (1799-1837), dichter

### 1800–1899

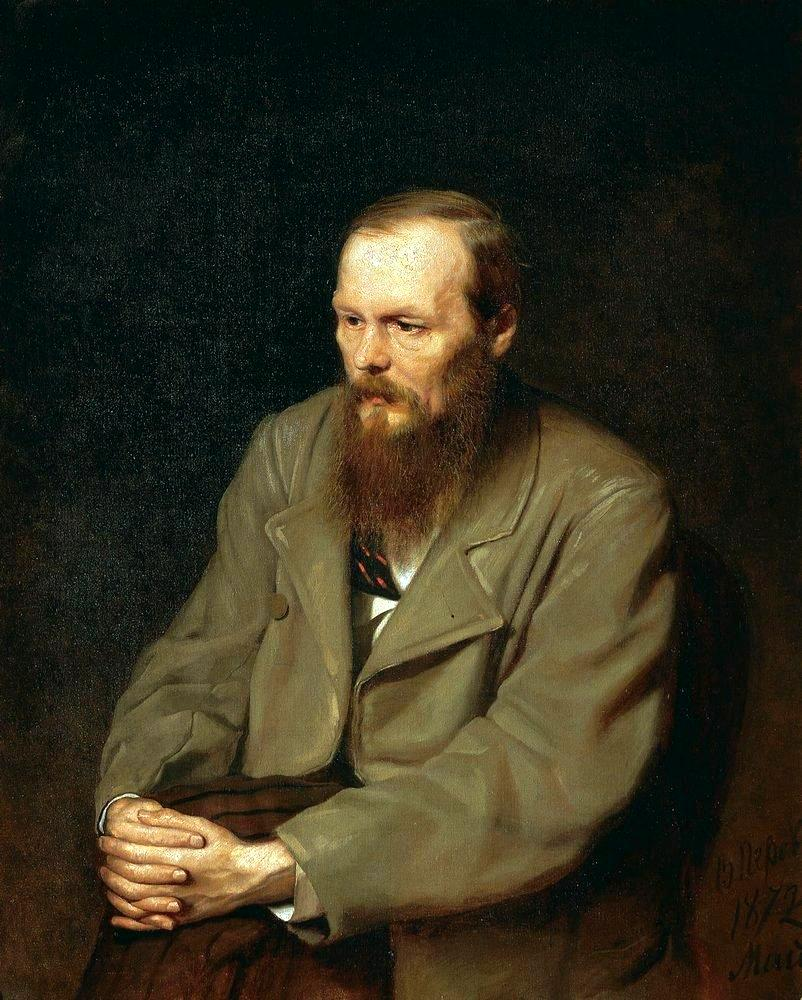
Schrijver Fjodor Dostojevski (1821-1881)

- Aleksej Chomjakov (1804-1860), schrijver, dichter, publicist en filosoof
- Dmitri Venevitinov (1805-1827), schrijver en dichter
- Alexander Herzen (1812-1870), filosoof, schrijver en publicist
- Pavel Annenkov (1813-1887), schrijver, literatuurcriticus en uitgever
- Michail Lermontov (1814-1841), schrijver
- Fjodor Dostojevski (1821-1881), schrijver
- Konstantin Pobedonostsev (1827-1907), staatsman en rechtsgeleerde en adviseur van drie tsaren
- Aleksej Savrasov (1830-1897), kunstschilder
- Pavel Tretjakov (1832-1898), textielfabrikant en kunstverzamelaar
- Vasili Tsinger (1836-1907), wiskundige, botanicus en filosoof
- Konstantin Makovski (1839-1915), kunstschilder
- Aleksandr Vojejkov (1842-1916), meteoroloog
- Vladimir Solovjov (1853–1900), filosoof, schrijver, dichter en mysticus
- Aleksandr Golovin (1863-1930), kunstschilder en theaterdecorateur
- Aleksandr Gretsjaninov (1864-1956), componist
- Vjatsjeslav Ivanov (1866-1949), schrijver, dichter, dramaturg filosoof en criticus
- Wassily Kandinsky (1866-1944), Russisch-Frans schilder en graficus
- Fjodor Golovin (1867–1937), liberale politicus
- Hans Pfitzner (1869-1949), Duits componist, dirigent, regisseur en hoogleraar
- Ivan Sjmeljov (1873-1950), schrijver
- Aleksandr Goedicke (1877-1957), componist, pianist en organist
- Léopold Survage (1879-1968), Frans kunstschilder van Russische afkomst
- Andrej Bely (1880-1934), schrijver en dichter
- Ida Hoff (1880-1952), Amerikaans-Zwitserse interniste
- Elsa Mahler (1882-1970), Zwitserse taalkundige en hooglerares
- Pavel Filonov (1883-1941), kunstschilder en dichter
- Lev Kamenev (1883-1936), politicus en eerste president van het communistische Rusland
- Robert Falk (1886-1958), avant-gardistisch kunstschilder
- Nikolaj Vavilov (1887-1943), plantkundige en plantenveredelaar
- Paul Karrer (1889-1971), Zwitsers organisch scheikundige en Nobelprijswinnaar (1937)
- Boris Pasternak (1890-1960), dichter, schrijver, componist en Nobelprijswinnaar (1958)
- Sergej Vavilov (1891-1951), natuurkundige en medeontdekker van het Tsjerenkov-effect
- Marina Tsvetajeva (1892-1941), dichteres
- Sergej Goloenski (1895-1962), rechtsgeleerde en diplomaat
- Léonide Massine (1896-1979), balletdanser en choreograaf
- Katarzyna Kobro (1898-1951), Pools beeldhouwster (constructivisme)
- M. Agejev (1898-1973), schrijver

### 1900–1909
- Serge Poliakoff (1900-1969), Frans kunstschilder van Russische afkomst
- Aleksandr Andronov (1901-1952), Sovjetnatuurkundige
- Sergej Obraztsov (1901-1992), poppenspeler en regisseur
- Jerzy Bułanow (1903-1980), Pools voetballer
- Jevgenia Ginzboerg (1904-1977), schrijfster
- Viktor Abakoemov (1908-1954), hooggeplaatste official van de Sovjet veiligheidsdiensten
- Boris Leven (1908-1986), Russisch-Amerikaanse production designer en artdirector
- Lev Pontrjagin (1908-1988), wiskundige
- Lev Artsimovitsj (1909-1973), Sovjetfysicus
- Olga Roebtsova (1909-1994), schaakster en wereldkampioen bij de vrouwen

### 1910–1919
- Jevgeni Goloebev (1910-1988), pianist en componist
- Sergej Michalkov (1913-2009), schrijver van satirische fabels, kinderboeken en toneelwerken
- Kirill Kondrasjin (1914-1981), dirigent
- Vitali Ginzburg (1916-2009), natuurkundige en Nobelprijswinnaar (2003)
- Genia Walaschek (1916-2007), Zwitserse voetballer en voetbaltrainer
- Leonid Hurwicz (1917-2008), Amerikaans econoom, wiskundige en Nobelprijswinnaar (2007)
- Ilya Prigogine (1917-2003), Belgisch fysisch chemicus, wetenschapsfilosoof en Nobelprijswinnaar (1977)
- George Zoritch (1917-2009), danser

### 1920–1929

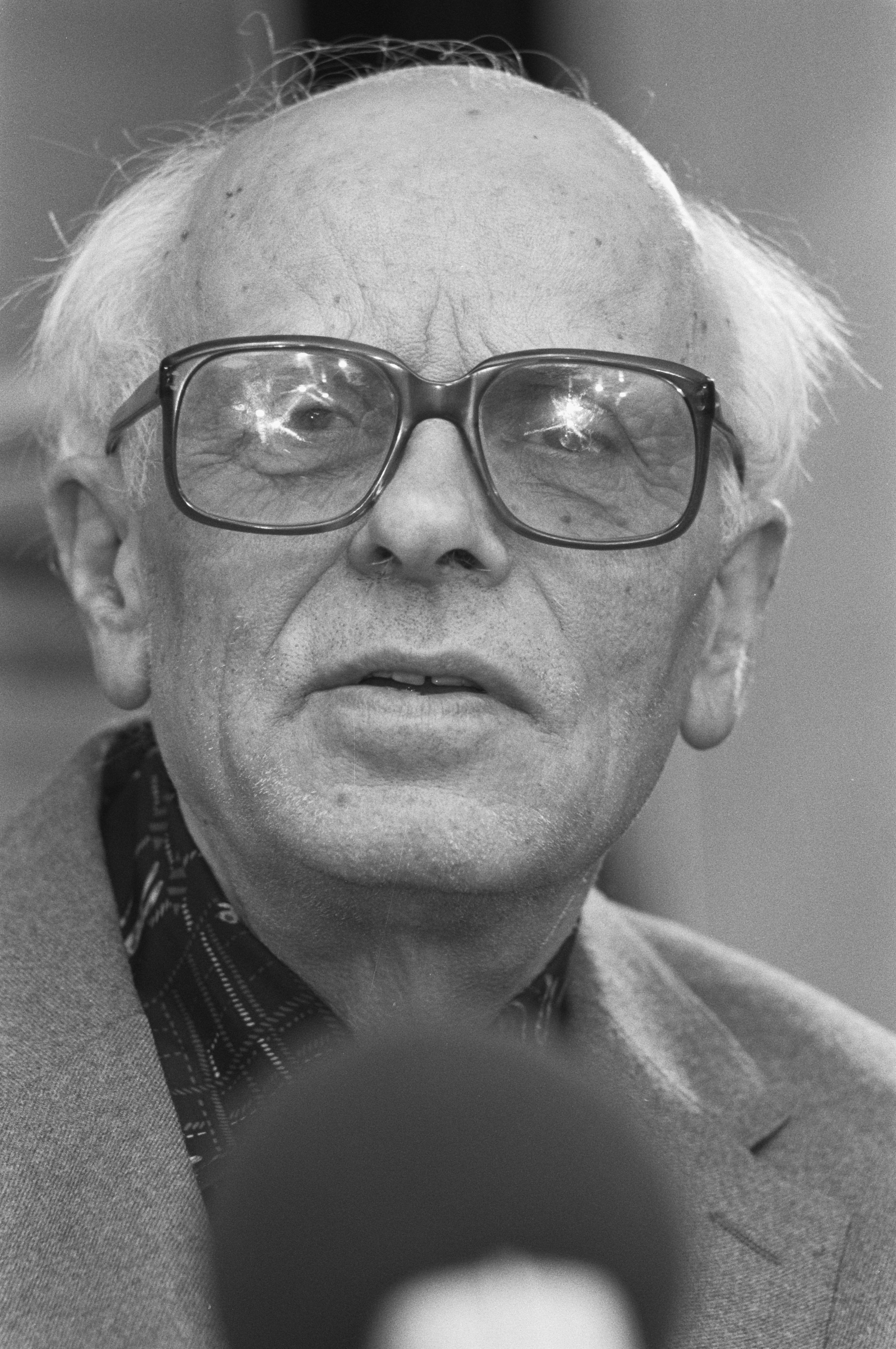
Atoomgeleerde Andrej Sacharov (1921-1989)

- Konstantin Beskov (1920-2006), voetballer en trainer
- Joeri Oesjakov (1920), basketbalspeler
- Andrej Sacharov (1921-1989), atoomgeleerde, dissident, politicus en Nobelprijswinnaar (1975)
- Vasili Smyslov (1921-2010), schaker; de zevende wereldkampioen schaken
- Lidia Aleksejeva (1924–2014), basketbalspeler en coach
- Irina Archipova (1925-2010), operazangeres
- Joelija Borisova (1925-2023), actrice
- Maja Plisetskaja (1925-2015), ballerina
- Andrej Sinjavski (1925-1997), schrijver
- Vjatsjeslav Solovjov (1925-1996), voetballer en trainer
- Boris Tsjajkovski (1925-1996), componist
- Vladimir Komarov (1927-1967), ruimtevaarder
- Aleksej Abrikosov (1928-2017), natuurkundige en Nobelprijswinnaar (2003)
- Galina Minaitsjeva (1928-2025), turnster
- Jevgeni Svetlanov (1928-2002), dirigent, componist en pianist
- Lev Jasjin (1929-1990), voetballer
- Ljoedmila Zykina (1929-2009), zangeres van volksliederen

### 1930–1939

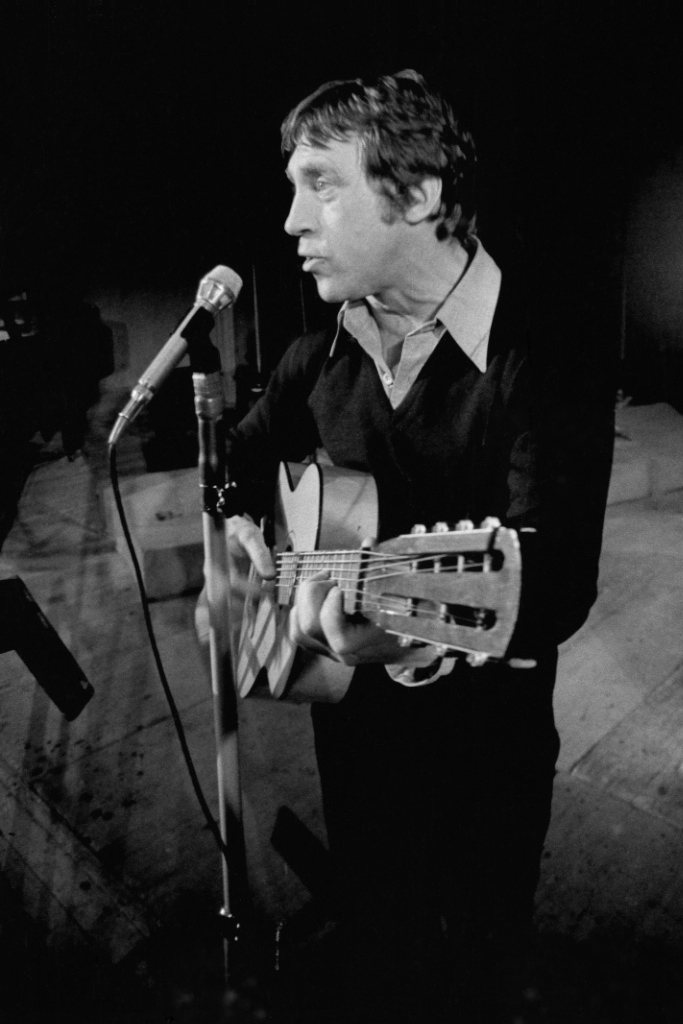
Zanger en acteur Vladimir Vysotski (1938-1980)

- Lev Markiz (1930-2023), violist en dirigent
- Anatoli Masljonkin (1930-1988), voetballer
- Igor Netto (1930-1999), voetballer en trainer
- Oleg Popov (1930-2016), clown
- Robert Merkoelov (1931-2022), schaatser
- Gennadi Rozjdestvenski (1931-2018), dirigent
- Michail Ogonkov (1932-1979), voetballer
- Leonid Spirin (1932-1982), snelwandelaar
- Valentin Boeboekin (1933-2008), voetballer en trainer
- Boris Tatoesjin (1933-1998), voetballer en trainer
- Georgi Garanjan (1934-2010), Armeens-Russisch jazzsaxofoonspeler, bandleider en componist
- Michail Stoedenetski (1934-2021), basketballer
- Filaret van Minsk en Sloetsk (1935-2021), metropoliet van de Wit-Russisch-Orthodoxe kerk
- Vladimir Oboechov (1935-2020), basketbalcoach
- Anatoli Sass (1935-2023), roeier
- Vladislav Volkov (1935-1971), kosmonaut
- Viktor Agejev (1936-2023), waterpolospeler
- German Apoechtin (1936-2003), voetballer
- Bella Achmadoelina (1937-2010), dichteres en essayiste
- Vjatsjeslav Chrynin (1937-2021), basketballer
- Gennadi Goesarov (1937-2014), voetballer en trainer
- Boris Jegorov (1937-1994), ruimtevaarder en arts
- Valentin Pavlov (1937-2003), premier van de Sovjet-Unie (1991)
- Aleksandra Zabelina (1937-2022), schermster
- Vladimir Vysotski (1938-1980), zanger, acteur en dichter
- Andrej Amalrik (1938-1980), schrijver en dissident
- Vjatsjeslav Ivanov (1938-2024), roeier
- Boris Doebrovsky (1939-2023), roeier
- Joeri Glazkov (1939-2008), kosmonaut
- Jekaterina Maksimova (1939-2009), ballerina
- Viktor Sjoestikov (1939), voetballer en trainer
- Igor Tsjislenko (1939-1994), voetballer
- Gennadi Volnov (1939-2008), basketbalspeler
- Valeri Voronin (1939-1984), voetballer

### 1940–1949
- Viktor Koezkin (1940–2008), ijshockeyer
- Vjatsjeslav Sjtsjogoljev (1940-2022), dammer
- Boris Moroekov (1941-2015), kosmonaut
- Albert Sjesternjov (1941-1994), voetballer
- Jevgeni Roedakov (1942-2011), voetbaldoelman
- Vladimir Fedotov (1943-2009), voetballer en trainer
- Tatiana Tauer (1945-1994), harpiste
- Boris Berezovski (1946-2013), zakenman en miljardair
- Tamara Fedosova (1946), schoonspringster
- Aleksandr Gorsjkov (1946-2022), kunstschaatser
- Ljoedmila Pachomova (1946-1986), kunstschaatsster
- Zoja Roednova (1946-2014), tafeltennisspeelster
- Igor Starygin (1946-2009), acteur
- Valery Afanassiev (1947), pianist
- Jan Arlazorov (1947-2009), acteur en komiek
- Ivan Dychovitsjny (1947-2009), filmregisseur en scenarioschrijver
- Aleksej Oelanov (1947), kunstschaatser
- Boris Berman (1948), pianist
- Andrei Linde (1948), fysicus
- Sergej Olsjanski (1948), voetballer en trainer
- Svetlana Savitskaja (1948), kosmonaut, piloot en boordwerktuigkundige
- Vladimir Sjadrin (1948-2021), ijshockeyspeler
- Aleksandr Timosjinin (1948-2021), roeier
- Anatoli Iljin (1949-2016), Sovjet-Russisch voetballer
- Alla Poegatsjova (1949), popzangeres
- Irina Rodnina (1949), kunstschaatsster
- Yuri Stern (1949-2007), Joods-Russisch-Israëlisch econoom, politicus en journalist

### 1950–1959
- Andrej Jakoebik (1950), voetballer
- Sergej Lavrov (1950), sinds 2004 minister van Buitenlandse Zaken van Rusland
- Tatjana Ovetsjkina (1950), basketbal speelster
- Aleksandr Machovikov (1951), voetballer
- Anatoli Bajdatsjny (1952), voetballer en trainer
- Valeri Gergiev (1953), dirigent
- Anatoli Kozjemjakin (1953-1974), voetballer
- Irina Pozdnjakova (1953), zwemster
- Sergej Prokofjev (1954-2014), antroposoof
- Andrej Gavrilov (1955), pianist
- Michail Boertsev (1956-2015), schermer
- Jegor Gajdar (1956-2009), econoom en politicus
- Nikolaj Tolstych (1956), voetballer en voetbalbestuurder
- Aleksandr Zjoekov (1956), politicus, econoom en sportbestuurder
- Viktor Pankrasjkin (1957-1993), basketbalspeler
- Sergej Prichodko (1957-2021), politicus en diplomaat
- Viktoria Mullova (1959), violiste
- Fjodor Tsjerenkov (1959-2014), voetballer

### 1960–1969
- Artur Joesoepov (1960), schaker
- Sergej Ponomarenko (1960), kunstschaatser
- Igor Presnjakov (1960), gitarist, arrangeur, componist en zanger
- Oleg Bozjev (1961), langebaanschaatser en marathonschaatser
- Igor Glek (1961), schaker
- Iolanda Tsjen (1961), atlete
- Aleksandr Doegin (1962), politicoloog
- Viktor Pelevin (1962), schrijver
- Sergej Rodionov (1963), voetballer en trainer
- Michail Chodorkovski (1963), ondernemer
- Kira Ivanova (1963-2001), kunstschaatsster
- Maxim Osipov (1963), schrijver en cardioloog
- Aleksandr Zjoelin (1963), kunstschaatser
- Sergej Bazarevitsj (1965), basketbalspeler
- Michail Prochorov (1965), miljardair
- Hilarion Alfejev (1966), theoloog en componist
- Sergej Revin (1966), kosmonaut
- Andrej Tsjesnokov (1966), tennisser
- Pasha D. Lychnikoff (1967), acteur
- Igor Kornejev (1967), voetballer
- Dmitri Peskov (1967), diplomaat; sinds 2012 woordvoerder van de Russische president Vladimir Poetin
- Rubén Gallego (1968), schrijver
- Igor Kolyvanov (1968), voetballer en voetbalcoach
- Boris Berezovski (1969), pianist
- Anousha Nzume (1969), Nederlands actrice, columniste, programmamaakster en schrijfster.
- Jelena Timina (1969), tafeltennisster

### 1970–1979

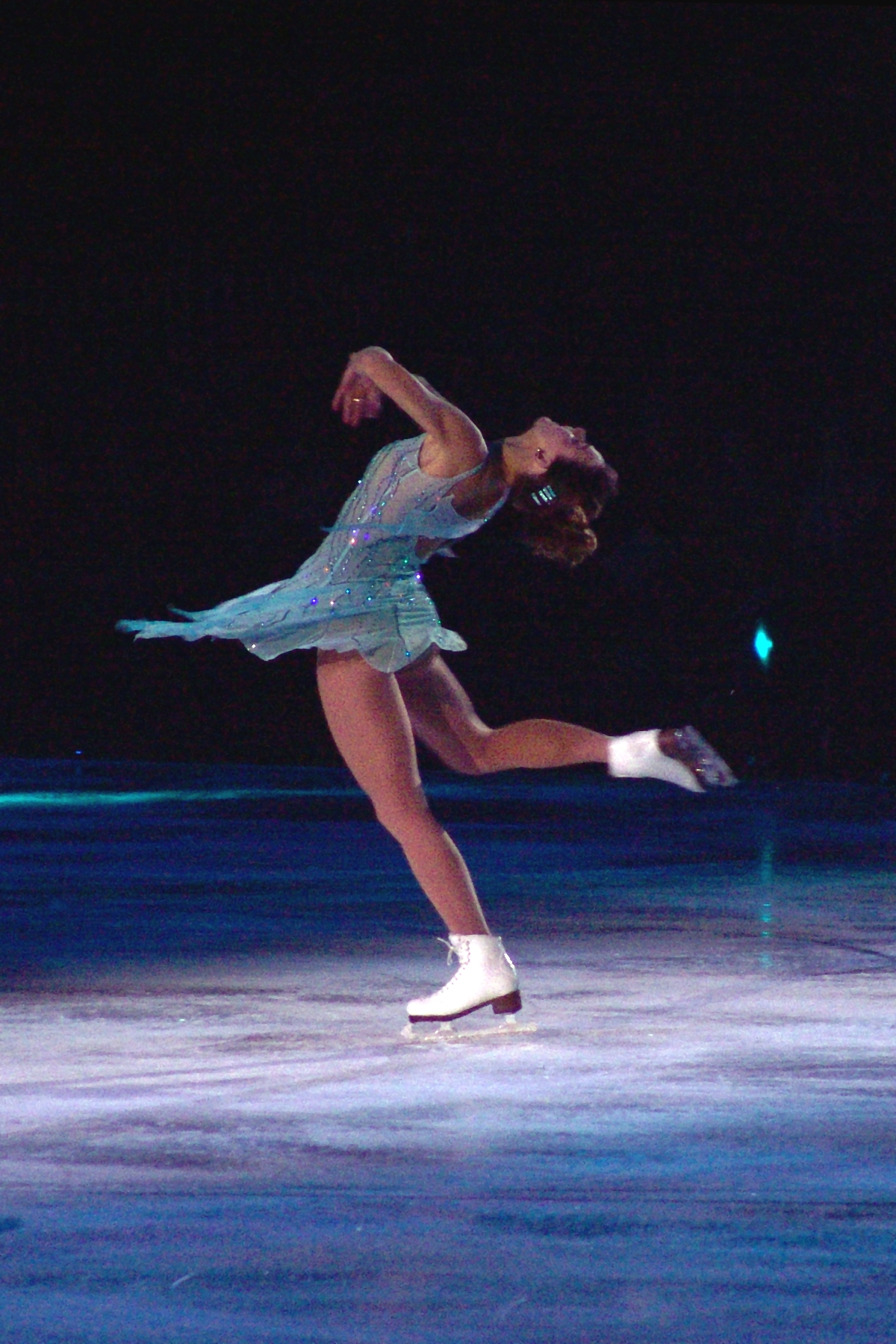
Kunstrijdster Jekaterina Gordejeva (1971)

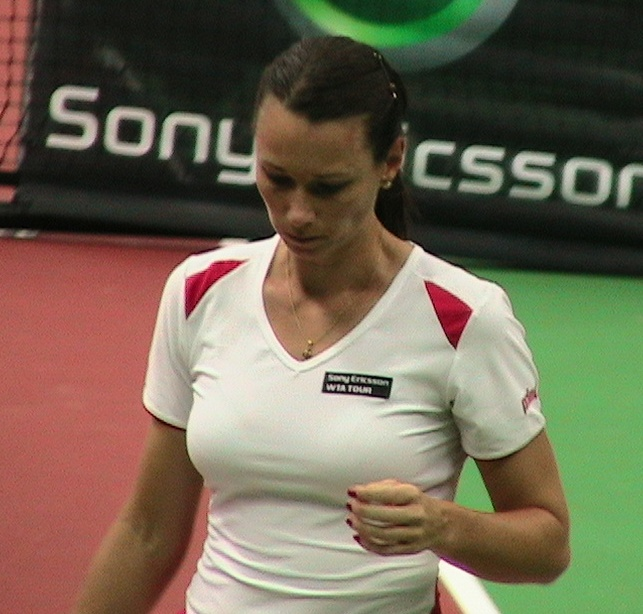
Tennisspeelster Alina Zjidkova (1977)

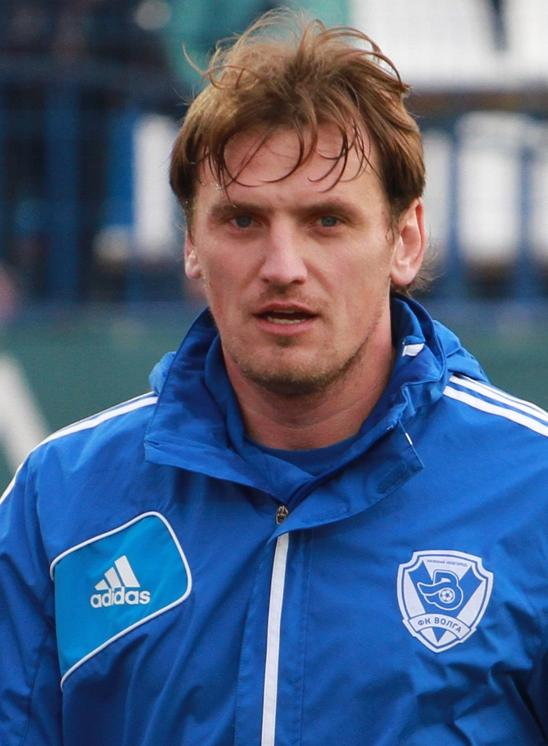
Voetballer Dmitri Boelykin (1979)

- Galina Melnik (1970), tafeltennisspeelster
- Sergej Ovtsjinnikov (1970), voetballer
- Irina Palina (1970), tafeltennisspeelster
- Oleg Pavlov (1970-2018), schrijver en essayist
- Margarita Drobiazko (1971), kunstschaatsster
- Jekaterina Gordejeva (1971), kunstrijdster
- Olia Lialina (1971), internetkunstenaar en -theoreticus, curator en film- en videocriticus
- Aleksej Nikolajev (1971), voetbalscheidsrechter
- Ansar Ajoepov (1972), voetballer
- Ilja Averboech (1973), kunstschaatser
- Sergey Brin (1973), een van de oprichters van Google Inc.
- Irina Lobatsjova (1973), kunstschaatsster
- Vladislav Tkachiev (1973), schaker
- Sergej Rjazanski (1974), kosmonaut
- Marina Anissina (1975), kunstschaatsster
- Olga Kern (1975), pianiste
- Jevgeni Lovtsjev (1975), voetballer
- Nikolaj Morozov (1975), kunstschaatser en schaatscoach
- Aleksej Doedoekalo (1976), autocoureur
- Tatjana Panova (1976), professioneel tennisspeelster
- Dinara Sadretdinova (1976), actrice en televisiepresentatrice
- Roman Sjaronov (1976), voetballer
- Roman Serov (1976), kunstschaatser
- Vadim Zvjaginsev (1976), schaker
- Varvara Barysjeva (1977), langebaanschaatsster
- Ilja Koelik (1977), kunstschaatser
- Nina Zjivanevskaja (1977), zwemster
- Alina Zjidkova (1977), tennisspeelster
- Joelia Barsoekova (1978), ritmisch gymnaste
- Jevgenia Koelikovskaja (1978), tennisspeelster
- Aleksej Pechov (1978), schrijver van epische fantasy
- Igor Semsjov (1978), voetballer
- Lila Tretikov (1978), ingenieur, gespecialiseerd in bedrijfssoftware
- Olga Zajtseva (1978), biatlete
- Natalja Nazarova (1979), atlete
- Sergej Ignasjevitsj (1979), voetballer
- Dmitri Boelykin (1979), voetballer
- Anastasia Kapatsjinskaja (1979), atlete
- Sergej Karasjov (1979), voetbalscheidsrechter

### 1980–1989
- Marat Safin (1980), tennisser

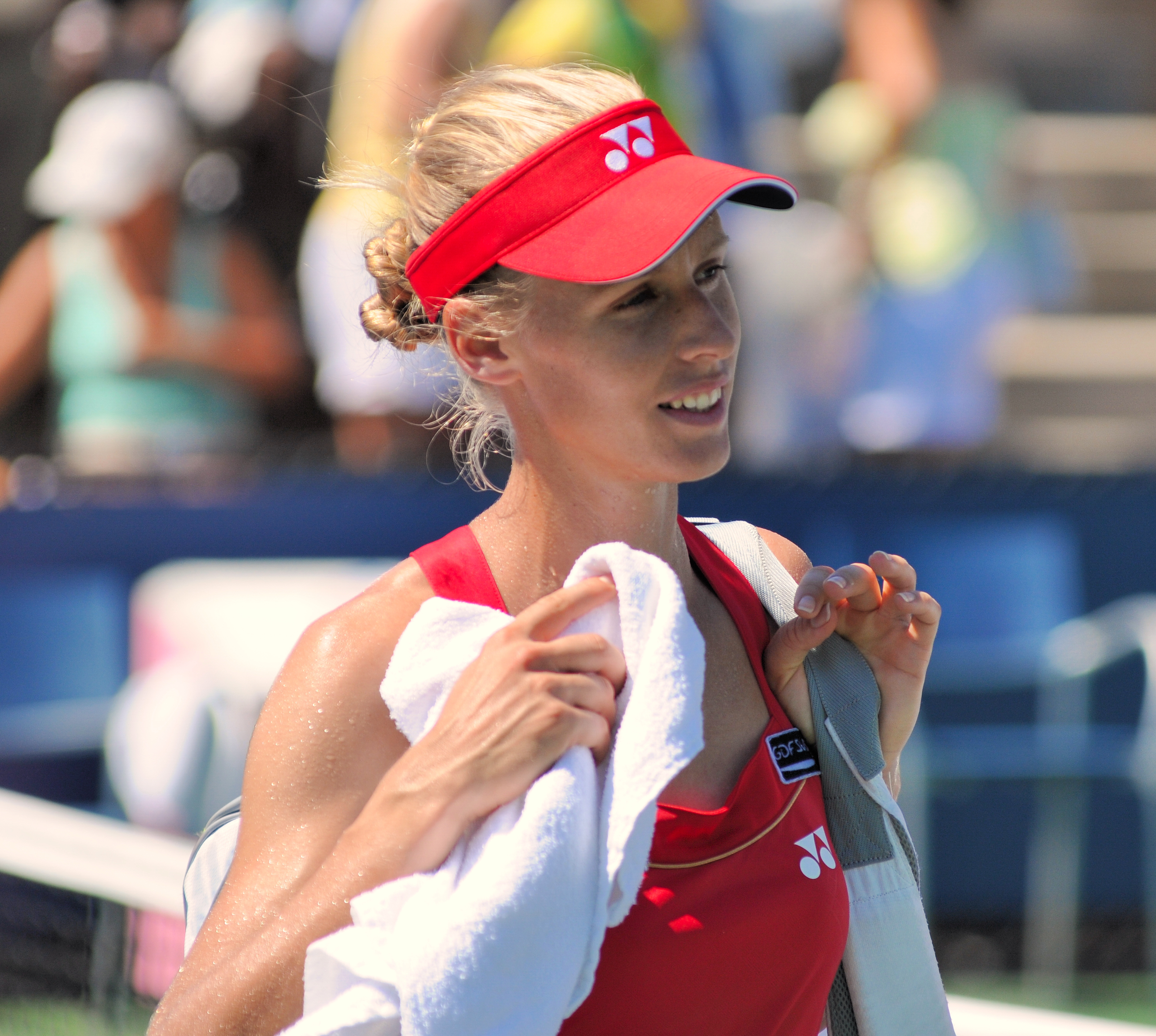
Tennisspeelster Jelena Dementjeva (1981)

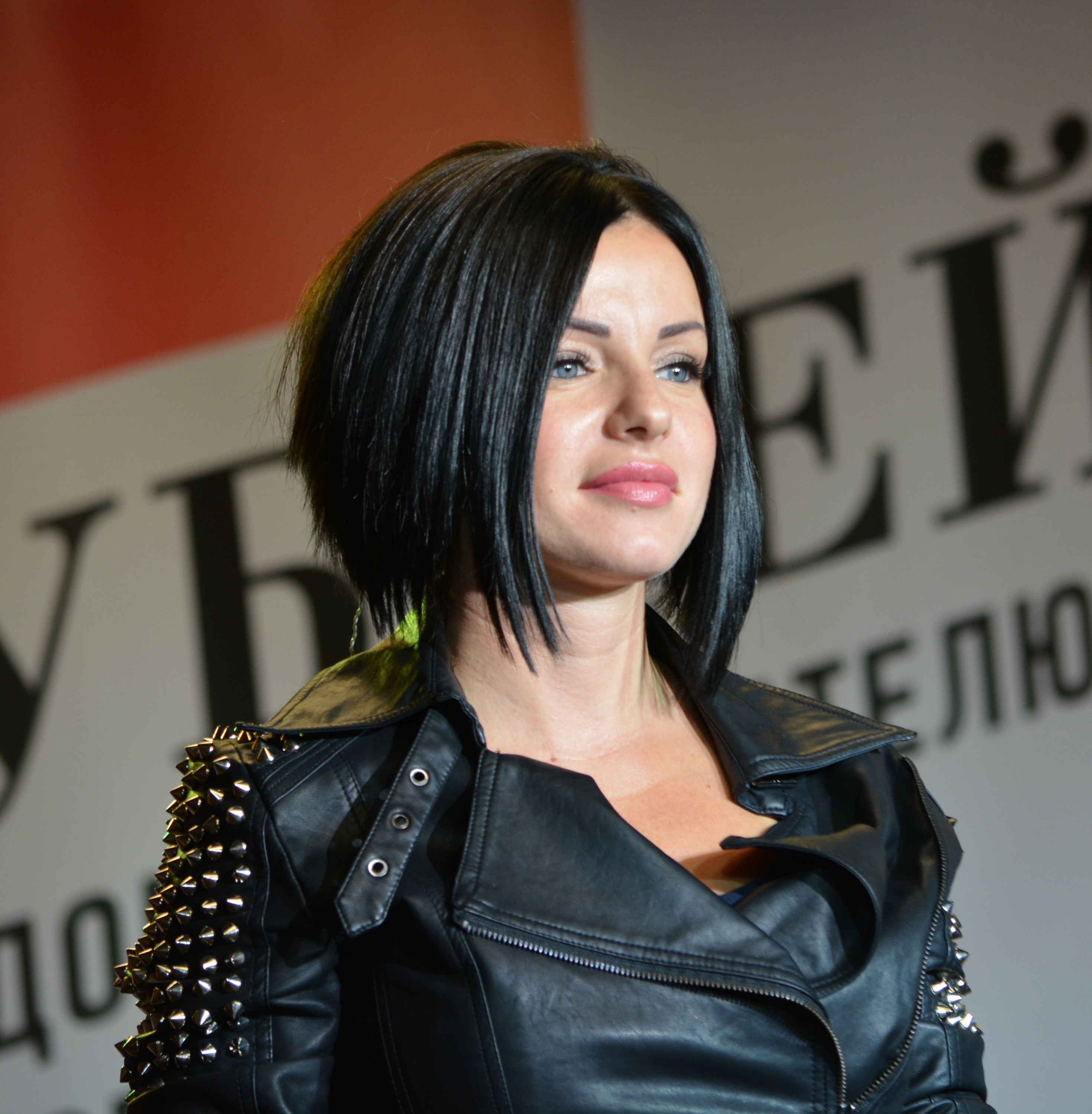
Zangeres Joelia Volkova (1985)

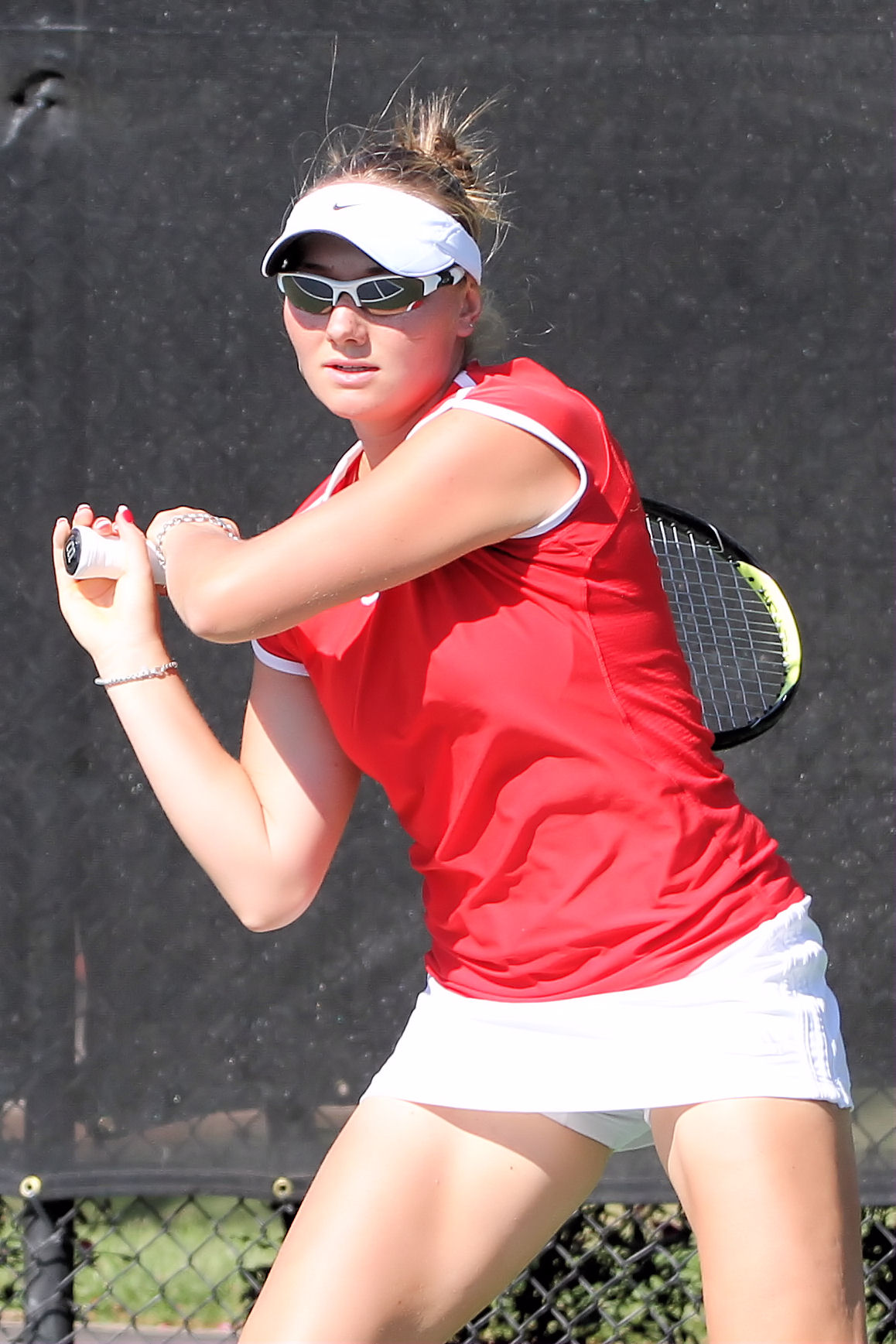
Tennisspeelster Vasilisa Bardina (1987)

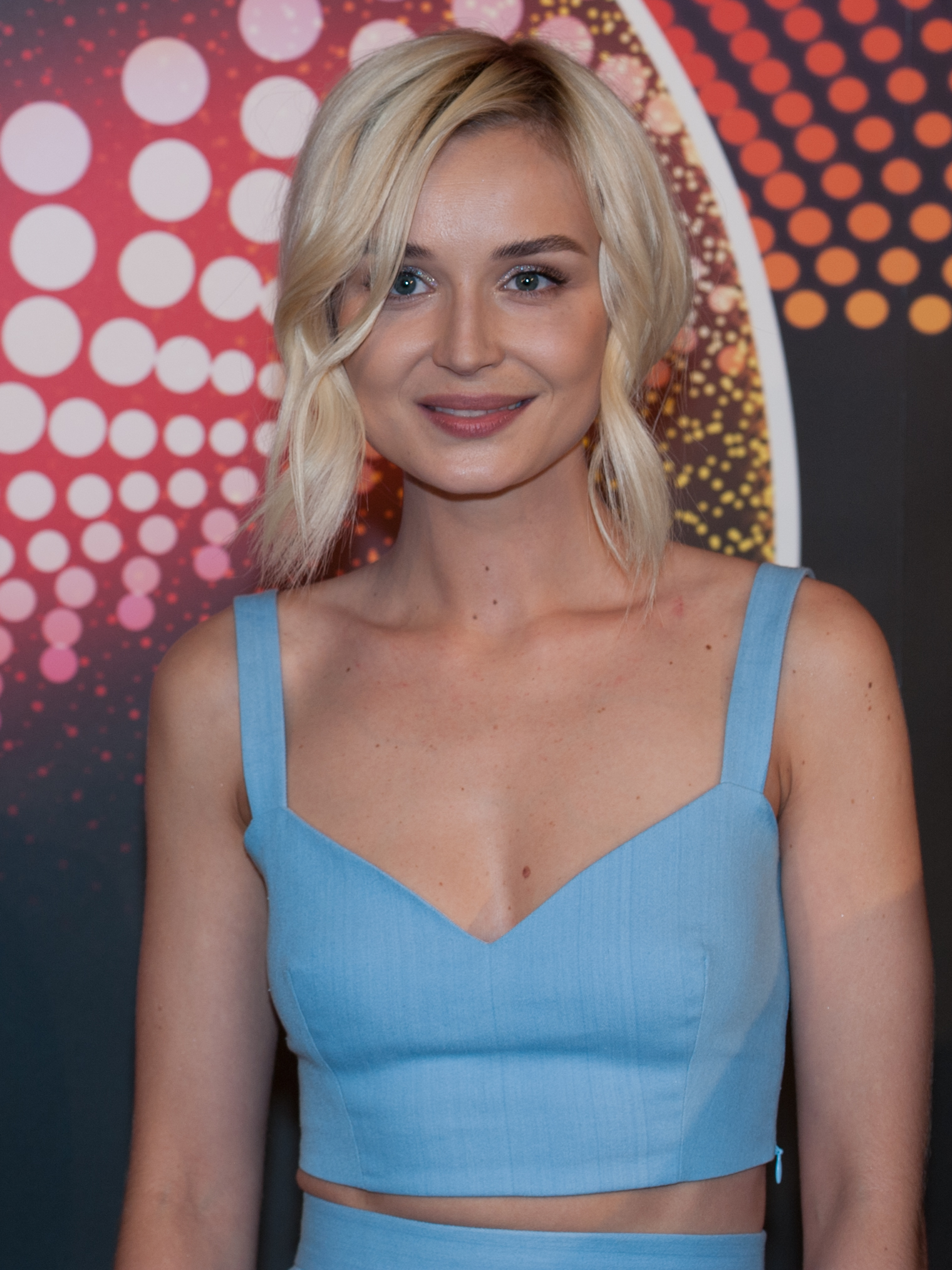
Zangeres Polina Gagarina (1987)

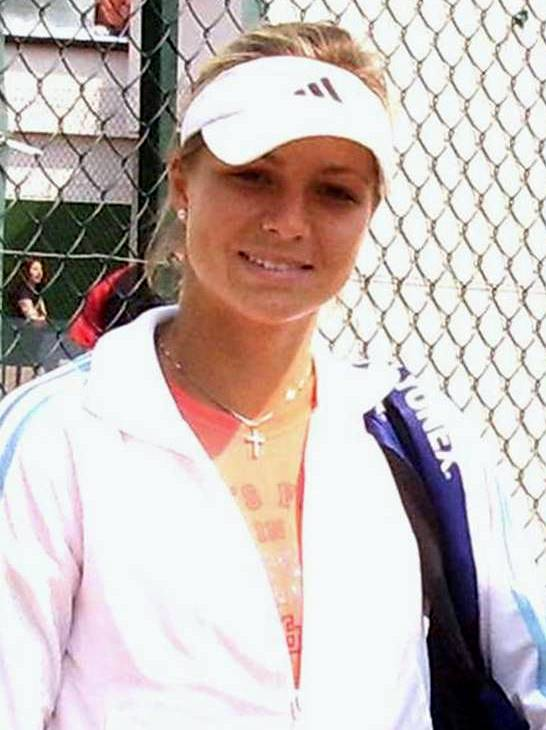
Tennisspeelster Maria Kirilenko (1987)

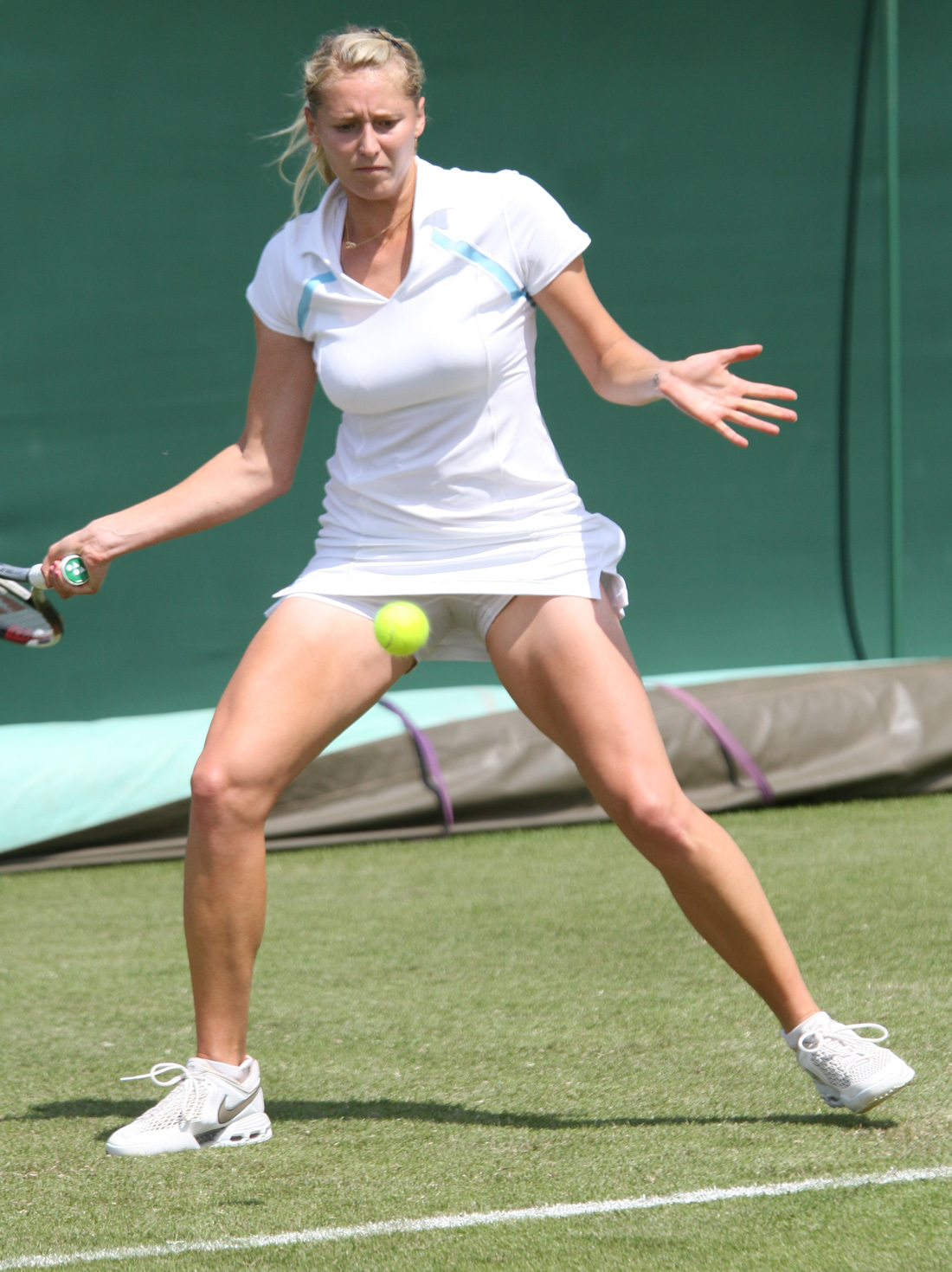
Tennisspeelster Olga Poetsjkova (1987)

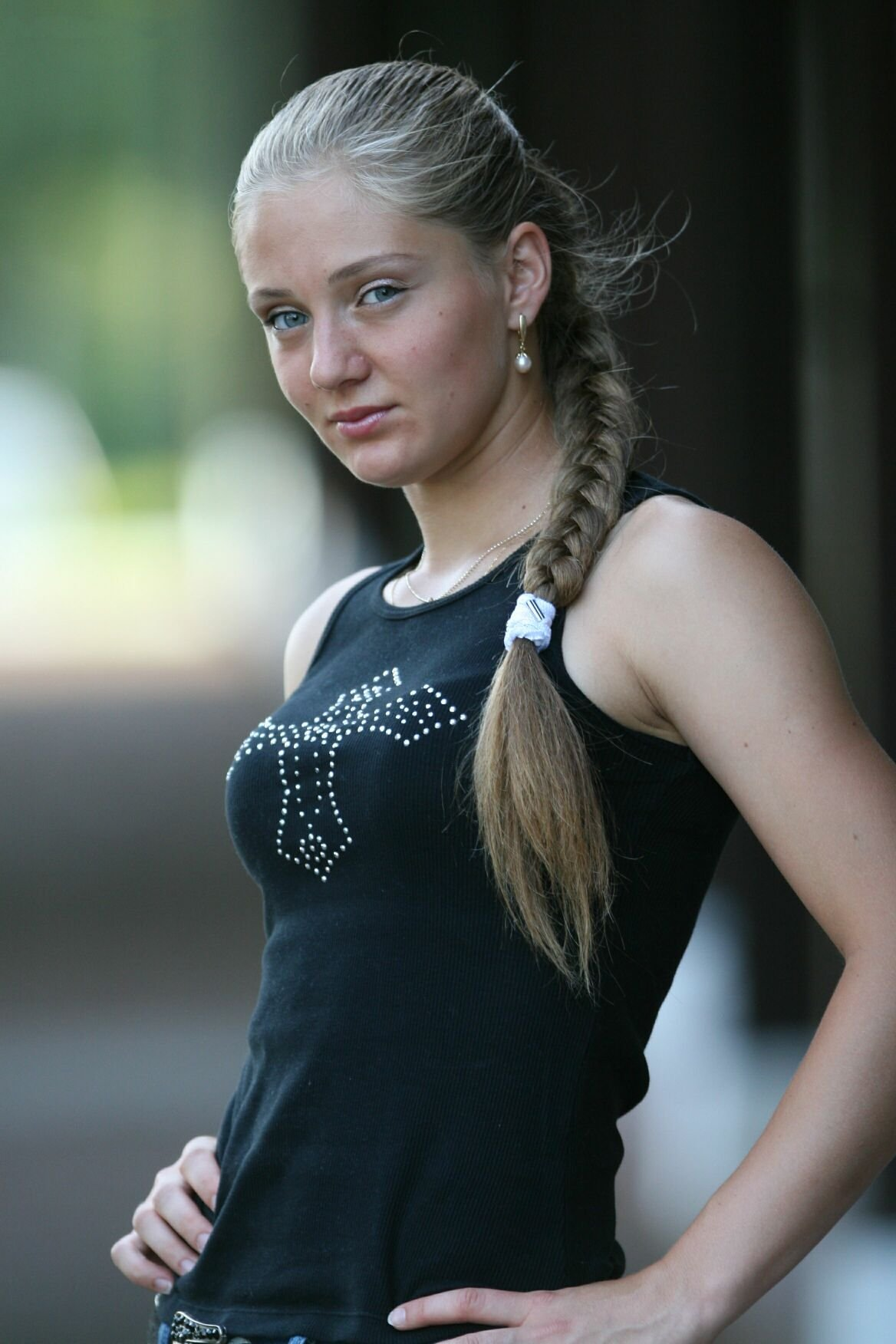
Tennisspeelster Anna Tsjakvetadze (1987)

- Svetlana Feofanova (1980), polsstokhoogspringster
- Anna Azarova (1980), actrice
- Jelena Sokolova (1980), kunstschaatsster
- Ilja Abajev (1981), doelman
- Aleksej Boegajev (1981-2024), voetballer
- Jevgenija Brik (1981-2022), actrice
- Pjotr Nalitsj (1981), artiest
- Anna Pjatych (1981), hink-stap-springster
- Joelia Soldatova (1981), kunstschaatsster
- Anna Koernikova (1981), tennisspeelster en model
- Pavel Sofin (1981), atleet
- Jelena Dementjeva (1981), tennisspeelster
- Tatjana Antosjina (1982), wielrenner
- Vasili Berezoetski (1982), voetballer
- Aleksej Berezoetski (1982), voetballer
- Marat Izmailov (1982), voetballer
- Nadja Petrova (1982), tennisspeelster
- Dmitri Toersoenov (1982), tennisser
- Michail Joezjny (1982), tennisser
- Igor Andrejev (1983), tennisser
- Joelia Goloebtsjikova (1983), polsstokhoogspringster
- Jevgeni Korotysjkin (1983), zwemmer
- Sergej Lazarev (1983), zanger
- Pavel Pogrebnjak (1983), voetballer
- Jevgenia Poljakova (1983), sprintster
- Boris Giltburg (1984), klassieke pianist
- Aleksandr Samedov (1984), voetballer
- Vera Zvonarjova (1984), tennisspeelster
- Lena Katina (1984), zangeres
- Galina Voskobojeva (1984), tennisspeelster
- Jevgeni Sokolov (1984), wielrenner
- Dinijar Biljaletdinov (1985), voetballer
- Aleksandr Ovetsjkin (1985), ijshockeyspeler
- Aleksander Rjazantsev (1985), schaker
- Joelia Volkova (1985), zangeres
- Darija Koestova (1986), tennisspeelster
- Jevgenia Linetskaja (1986), tennisspeelster
- Natalja Matvejeva (1986), langlaufster
- Kirill Nababkin (1986), voetballer
- Aleksander Rjazantsev (1986), schaker
- Olesya Rulin (1986), actrice
- Dinara Safina (1986), tennisspeelster
- Michail Aljosjin (1987), autocoureur
- Vasilisa Bardina (1987), tennisspeelster
- Roman Jerjomenko (1987), Fins voetballer
- Polina Gagarina (1987), zangeres
- Dmitri Kombarov (1987), voetballer
- Kirill Kombarov (1987), voetballer
- Maria Kirilenko (1987), tennisspeelster
- Stanislav Lachtjoechov (1987), zwemmer
- Olga Poetsjkova (1987), tennisspeelster
- Simon Shnapir (1987), Amerikaans kunstschaatser
- Anton Sjoenin (1987), voetballer
- Dmitri Tarasov (1987), voetballer
- Anna Tsjakvetadze (1987), tennisspeelster
- Nelli Zhiganshina (1987), kunstschaatsster
- Sergej Afanasjev (1988), autocoureur
- Artjom Dzjoeba (1988), voetballer
- Aleksandra Fedoriva (1988), atlete
- Tatiana Golovin (1988), tennisspeelster
- Jekaterina Makarova (1988), tennisspeelster
- Pavel Mamajev (1988), voetballer
- Anastasija Tsjaoen (1988), zwemster
- Eve Harlow (1989), Canadees actrice
- Sergej Parsjivljoek (1989), voetballer
- Michail Politsjoek (1989), zwemmer
- Jevgenia Rodina (1989), tennisspeelster
- Andrej Semjonov (1989), voetballer
- David Sigatsjov (1989), autocoureur
- Dmitri Solovjov (1989), kunstschaatser

### 1990–1999

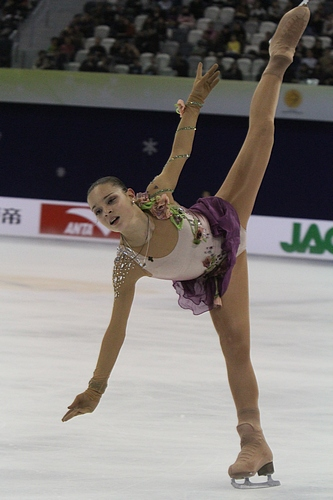
Kunstschaatsster Adelina Sotnikova (1996)

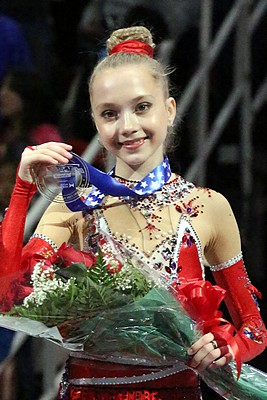
Kunstschaatsster Jelena Radionova (1999)

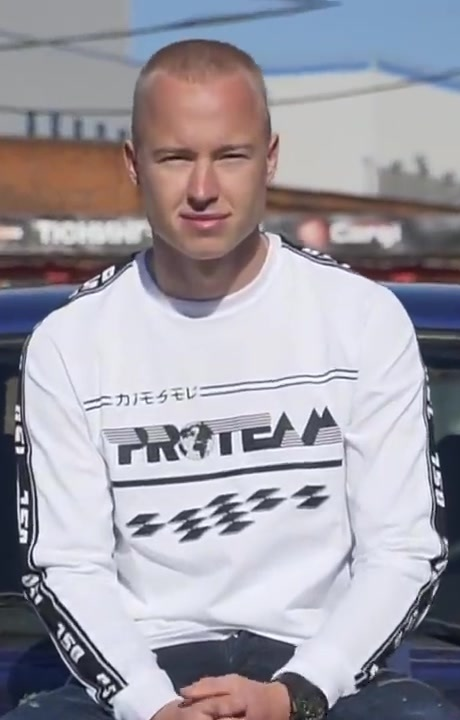
Autocoureur Nikita Mazepin (1999)

- Jekaterina Bobrova (1990), kunstschaatsster
- Jevgeni Donskoj (1990), tennisspeler
- Mario Bilate (1991), voetballer
- Ljoebov Iljoesjetsjkina (1991), kunstschaatsster
- Nikita Katsalapov (1991), kunstschaatser
- Andrej Loenjov (1991), voetballer (doelman)
- Ivan Novoseltsev (1991), voetballer
- Anzjelika Sidorova (1991), atlete
- Georgi Sjtsjennikov (1991), voetballer
- Olga Podtsjoefarova (1992), biatlete
- Roeslan Zjigansjin (1992), kunstschaatser
- Ivan Boekin (1993), kunstschaatser
- Georgi Dzjikija (1993), voetballer
- Darja Gavrilova (1994), tennisspeelster
- Artjom Markelov (1994), autocoureur
- Georgi Zjoekov (1994), voetballer
- Michail Dovgaljoek (1995), zwemmer
- Vjatsjeslav Karavajev (1995), voetballer
- Moris Kvitelasjvili (1995), kunstschaatser
- Joelija Poetintseva (1995), tennisspeelster
- Viktoria Sinitsina (1995), kunstschaatsster
- Sergej Sirotkin (1995), autocoureur
- Karen Chatsjanov (1996), tennisser
- Vladislav Grinev (1996), zwemmer
- Adelina Sotnikova (1996), kunstschaatsster
- Oleg Stojanovski (1996), beachvolleyballer
- Aleksandra Orlova (1997), freestyleskiester
- Anton Tsjoepkov (1997), zwemmer
- Zija Azizov (1998), voetballer
- Anna Pogorilaja (1998), kunstschaatsster
- Aleksandr Samarin (1998), kunstschaatser
- Fjodor Tsjalov (1998), voetballer
- Ruslan Gaziev (1999), Canadees zwemmer
- Jelena Radionova (1999), kunstschaatsster
- Nikita Mazepin (1999), autocoureur
- Jevgenia Medvedeva (1999), kunstschaatsster
- Kristian Kostov (1999), zanger

### Vanaf 2000
- Jekaterina Aleksandrovskaja (2000-2020), kunstschaatsster
- Konstantin Ivlijev (2000), shorttracker
- Kliment Kolesnikov (2000), zwemmer
- Jelizabet Toersynbajeva (2000), kunstschaatsster
- Darja Vaskina (2002), zwemster
- Aljona Kostornaja (2003), kunstschaatsster
- Anna Sjtsjerbakova (2004), kunstschaatsster